# 朱兰街道
朱兰街道，是中华人民共和国河南省平顶山市舞钢市下辖的一个乡镇级行政单位。

## 行政区划
朱兰街道下辖以下地区：
矿业社区、银龙社区、夕阳红社区、园林社区、滨河社区、光源社区、和谐社区和朱兰村。